# (14700) Johnreid
(14700) Johnreid est un astéroïde de la ceinture principale.

## Description
(14700) Johnreid est un astéroïde de la ceinture principale. Il fut découvert le 6 janvier 2000 à la station Anderson Mesa par le programme LONEOS. Il présente une orbite caractérisée par un demi-grand axe de 2,74 UA, une excentricité de 0,12 et une inclinaison de 10,1° par rapport à l'écliptique.

## Compléments